# 大分県道・宮崎県道7号緒方高千穂線
大分県道・宮崎県道7号緒方高千穂線（おおいたけんどう・みやざきけんどう7ごう おがたたかちほせん）は、大分県豊後大野市から宮崎県西臼杵郡高千穂町に至る県道（主要地方道）である。

## 概要
大分県豊後大野市緒方町上自在から宮崎県西臼杵郡高千穂町大字三田井に至る。
西の大分県道・熊本県道・宮崎県道8号竹田五ヶ瀬線と東の宮崎県道・大分県道6号日之影宇目線とともに祖母山・傾山を貫き大分県と宮崎県を結ぶ主要地方道である。
沿線には原尻の滝および道の駅原尻の滝、尾平鉱山、青少年キャンプ村、常光寺の滝、川上渓谷、天岩戸神社などがある。

### 路線データ
- 起点：大分県豊後大野市緒方町上自在（原尻の滝入口交差点、国道502号交点）
- 終点：宮崎県西臼杵郡高千穂町大字三田井（馬門交差点、国道218号交点）
- 総延長：54.6 km[要出典]

## 歴史
- 1959年（昭和34年）6月1日 - 宮崎県告示第226号により路線認定がなされる。当時の整理番号は85だった[2]。
- 1973年（昭和48年）4月 - 大分県と宮崎県で主要地方道番号が7号に統一される。[要出典]
- 1993年（平成5年）5月11日 - 建設省から、県道緒方高千穂線が緒方高千穂線として主要地方道に指定される[3]。
- 1999年（平成11年）8月 - 起点が道の駅原尻の滝の前を通る歩道付き2車線の新道に移転。[要出典]
- 2006年（平成18年）3月18日 - 新赤川トンネル開通。[要出典]

## 路線状況

### 重複区間
- 大分県道410号牧口徳田竹田線（大分県豊後大野市緒方町徳田 - 豊後大野市緒方町上冬原）
- 宮崎県道204号下野鹿狩戸線（宮崎県西臼杵郡高千穂町大字岩戸 地内）

### 道路施設

#### トンネル
- 大分県
  - 新赤川トンネル：延長300 m、2006年（平成18年）竣工、豊後大野市
  - 尾平越隧道：延長578 m、1965年（昭和40年）竣工、豊後大野市 - 宮崎県西臼杵郡高千穂町

#### 道の駅
- 大分県
  - 原尻の滝（豊後大野市）

## 地理

### 通過する自治体
- 大分県
  - 豊後大野市
- 宮崎県
  - 西臼杵郡高千穂町

### 交差する道路
| 交差する道路                              | 都道府県名 | 市町村名   | 市町村名   | 交差する場所 | 交差する場所              |
| ----------------------------------------- | ---------- | ---------- | ---------- | ------------ | ------------------------- |
| 国道502号                                 | 大分県     | 豊後大野市 | 豊後大野市 | 緒方町上自在 | 原尻の滝入口交差点 / 起点 |
| 大分県道410号牧口徳田竹田線 重複区間起点  | 大分県     | 豊後大野市 | 豊後大野市 | 緒方町徳田   |                           |
| 大野川下流広域農道 / 奥豊後グリーンロード | 大分県     | 豊後大野市 | 豊後大野市 | 緒方町上冬原 |                           |
| 大分県道410号牧口徳田竹田線 重複区間終点  | 大分県     | 豊後大野市 | 豊後大野市 | 緒方町上冬原 |                           |
| 宇目小国林道                              | 大分県     | 豊後大野市 | 豊後大野市 | 緒方町小原   | [ 注釈 1 ]                |
| 宮崎県道204号下野鹿狩戸線 重複区間起点    | 宮崎県     | 西臼杵郡   | 高千穂町   | 大字岩戸     |                           |
| 宮崎県道204号下野鹿狩戸線 重複区間終点    | 宮崎県     | 西臼杵郡   | 高千穂町   | 大字岩戸     |                           |
| 西臼杵広域農道 / 神話アグリロード         | 宮崎県     | 西臼杵郡   | 高千穂町   | 大字三田井   |                           |
| 国道218号                                 | 宮崎県     | 西臼杵郡   | 高千穂町   | 大字三田井   | 馬門交差点 / 終点         |

### 沿線
- 原尻の滝
- 尾平鉱山
- 青少年キャンプ村
- 常光寺の滝
- 川上渓谷
- 天岩戸神社